# Бжезьниця-Ксьонженца
Бжезьниця-Ксьонженца (пол. Brzeźnica Książęca) — село в Польщі, у гміні Недзьв'яда Любартівського повіту Люблінського воєводства.
Населення — 806 осіб (2011).

## Демографія
Демографічна структура станом на 31 березня 2011 року:
|          | Загалом | Допрацездатний вік | Працездатний вік | Постпрацездатний вік |
| -------- | ------- | ------------------ | ---------------- | -------------------- |
| Чоловіки | 391     | 111                | 238              | 42                   |
| Жінки    | 415     | 101                | 202              | 112                  |
| Разом    | 806     | 212                | 440              | 154                  |